# Hermiston, le juge pendeur
Hermiston, le juge pendeur (Weir of Hermiston) est un roman inachevé de Robert Louis Stevenson, dont l'histoire se déroule en Écosse, au début du xixe siècle. Sa rédaction a été interrompue par la mort soudaine de Stevenson, en 1894. Cet ouvrage a connu une nouvelle traduction en français en 1993 (Le Livre de Poche Biblio) sous le titre Le creux des sorcières.

## Résumé
Le roman raconte l'histoire d'Archie Weir, jeune homme sensible et solitaire, dont la mère meurt alors qu'il est encore enfant. Son père, Adam Weir, juge à la cour criminelle, est estimé mais craint, pour ses verdicts impitoyables et son caractère brutal. Archie éprouve envers lui des sentiments mêlés de crainte et de répulsion, et lorsqu'il assiste au jugement de Duncan Jopp, un misérable que le juge Weir semble prendre plaisir à humilier avant de le condamner, il prend publiquement la parole contre la peine de mort lors d'une réunion d'étudiants. À la suite de ce scandale, il part, d'accord avec son père, pour le domaine familial de Hermiston, où il est servi par Kirstie, femme d'une cinquantaine d'années, encore belle, issue d'une ancienne famille écossaise. Pendant les soirées qu'ils passent ensemble, elle lui raconte des anecdotes relatives à sa famille, et surtout à ses neveux, les quatre frères Elliott, surnommés « les quatre frères noirs » ; ceux-ci ont une jeune sœur, Christina, surnommée elle aussi Kirstie, dont Archie tombe amoureux.

## Projet de suite
D'après son ami Sidney Colvin, qui cite la belle-fille de Stevenson, celui-ci avait déjà décidé de la suite de l'intrigue : la jeune Kirstie est séduite par Frank Innes, un camarade d'Archie qui s'est installé chez lui à la suite de déboires liés à sa vie dissolue. Archie, qui a promis malgré tout à Kirstie de l'aider et de la défendre, retrouve Frank dans le marais ; les deux hommes en viennent aux mains, et Frank est tué par Archie. Les quatre frères Elliott veulent se venger d'Archie, qu'ils croient coupable, mais il est arrêté pour meurtre, jugé par son propre père et condamné à mort. Kirstie l'aînée découvre la vérité, qu'elle dévoile aux frères ; ceux-ci forcent la prison et libèrent Archie, qui s'enfuit en Amérique avec sa bien-aimée.

Selon une lettre qu'il écrit à James Matthew Barrie, au sujet du roman de ce dernier, Le Petit Ministre, il était déterminé à donner une fin heureuse à son histoire : 

« Si vous voulez qu'un livre finisse mal, il faut qu'il finisse mal dès le commencement : et votre livre commence de manière à devoir finir bien... Je me trouve moi-même dans une situation semblable avec mon roman sur Braxfield. Celui-ci, — dans mon roman il s'appelle Hermiston, — a un fils qui est condamné à mort ; et ma première intention a été de le faire pendre au dénouement. Mais à considérer mes caractères secondaires, j'ai vu qu'il y avait là cinq personnes qui pouvaient (et qui même, en un certain sens, devaient) forcer les portes de la prison et le délivrer. Ce sont de hardis et vigoureux gaillards, qui peuvent parfaitement le faire évader. Pourquoi donc ne le feraient-ils pas ? Pourquoi le jeune homme ne pourrait-il pas s'échapper, émigrer dans un autre pays, et aller vivre heureux avec sa... Mais silence ! Je ne veux trahir ni mon secret, ni mon héroïne. »

## Écriture et sources du roman

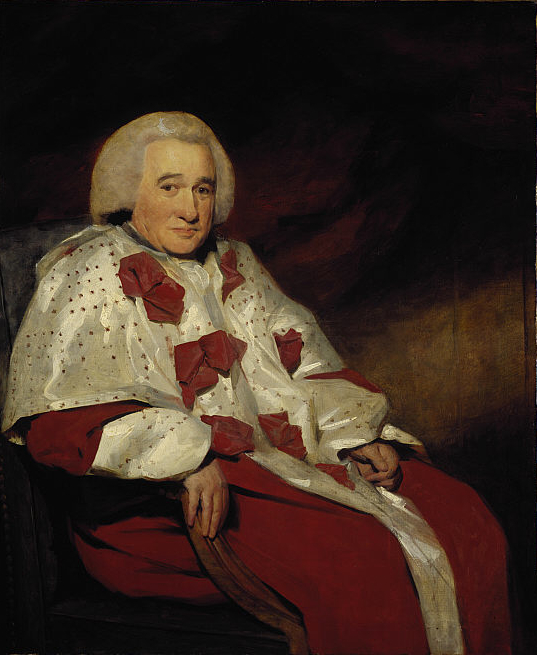
Portrait de lord Braxfield par Henry Raeburn

Stevenson travaille à ce roman pendant les dernières années de sa vie, alors qu'il s'est définitivement installé à Vailima aux Samoa. Dans une lettre à Henry James, du 5 décembre 1892, il écrit : « Depuis, je n'ai pour ainsi dire rien fait hormis esquisser trois chapitres d'un autre roman The Justice-Clerk. » À l'époque, il n'est pas encore fixé sur le titre : The Lord Justice-Clerk, Lord Justice-Clerk Hermiston, ou encore Weir of Hermiston, The Two Kirsties of the Caulstaneslap, The Four Black Brothers. Il le mentionne à plusieurs reprises au cours des années suivantes dans sa correspondance, en même temps que d'autres écrits sur lesquels il travaille, mais meurt brutalement d'une attaque d'apoplexie le 3 décembre 1894 alors qu'il y travaillait activement : « Sur ces derniers mots « une explosion volontaire de sa nature inculte » le roman de Weir of Hermiston s’arrête brusquement. Ces derniers mots ont été dictés, je crois, le matin même de la mort de l'auteur, survenue brusquement après un court accès de sa maladie. »
Le 9 octobre 1892, il décrit à son ami Colvin les principaux personnages, dont le juge Weir, inspiré du juge écossais Robert McQueen, Lord Braxfield, également connu pour sa brutalité ; son portrait par Raeburn, vu lors d'une exposition, l'avait fortement impressionné. D'autres personnages sont inspirés de personnes réelles : Frank Innes, camarade d'Archie, a pour modèle George William Thomson Osmond (1846-1929), une des rares personnes pour qui Stevenson éprouvait de l'antipathie, et fondateur de l'éphémère Edinburgh University Magazine, revue à laquelle Stevenson avait contribué. Un ecclésiastique dénommé Torrence (et non Torrance, comme dans le roman) a bien prêché dans l'église de Glencorse. Quant au langage utilisé par les personnages du roman (en particulier Adam Weir et la vieille Kirstie), il retranscrit le parler populaire écossais, au point que l'édition anglaise comporte un glossaire. 
Le cadre, enfin, n'est pas précisément déterminé : l'histoire se déroule au sud de l'Écosse, puisqu'il est plusieurs fois fait référence à la frontière ; d'après Sidney Colvin, il aurait été inspiré par des souvenirs de divers lieux fréquentés dans son enfance ; mais « certains passages des chapitres V et VII fixent clairement un troisième district, la haute vallée de la Tweed, avec le pays qui s’étend de là vers les sources de la Clyde. Lorsqu’il était enfant il avait souvent fait des courses de vacances et des excursions dans cette région. Ce dernier endroit semble être le site le plus naturel où puisse se passer l’histoire, ne serait-ce qu’à cause de sa proximité du domaine de famille des Elliott, qui se trouve naturellement au cœur même de la frontière, dans l’Ettrick et la vallée de la Teviot ».

## Œuvres dérivées

### Musique
- Hermiston, opéra de Robin Orr, sur un livret de Bill Bryden, Festival d'Édimbourg, 1975.
- Carl Berky : Sonatina for Piano — Weir of Hermiston : 1. Winter on the Moors, 2. A Leaf from Christina’s Psalm-Book, 3. Nocturnal Visit 8 min. Première exécution : Université de Pennsylvanie[9].

### Bande dessinée
- Jean Harambat, Hermiston. Première partie : le juge pendeur, Paris, Futuropolis, 2011, 72 p. (ISBN 978-2-7548-0359-5)
- Jean Harambat, Hermiston. Seconde partie : les quatre frères noirs, Paris, Futuropolis, 2011, 72 p. (ISBN 978-2-7548-0571-1)